# 레이 쿠퍼
레이 쿠퍼(영어: Ray Cooper, 1942년 9월 19일 ~ )는 영국의 타악기 연주자이다.
조지 해리슨, 빌리 조엘, 릭 웨이크먼, 에릭 클랩튼 등 저명한 음악가들과 협업하였다.
특히 1972년부터 엘튼 존 밴드의 구성원으로 활동하며 엘튼 존의 전성기 음악에 공헌했으며, 1970년대부터는 합동 순회공연 형식으로 엘튼 존과 함께했다.
2002년 11월 29일 조지 해리슨의 추모공연 《Concert for George》에 참여했고, 이를 다룬 동명의 다큐멘터리 영화로 제47회 그래미 어워드에서 최우수 음악 영화 부문상(Grammy Award for Best Music Film)을 공동수상했다.